# Vida Skalská-Neuwirthová
Vida Skalská-Neuwirthová (* 10. Juli 1962 in Teplice als Vida Skalská) ist eine ehemalige tschechische Schauspielerin und heutige Autorin für Kinderliteratur.

## Karriere
Ihre erste Rolle erhielt sie im Fernsehfilm Kotva u prívozu. Mit Anfang 20 war sie in Verschenktes Glück in einer Märchenproduktion zu sehen. Dort spielte sie an der Seite von Rudolf Hrušínský, Petr Čepek, Josef Somr oder Július Satinský die hinterlistige Prinzessin Bosana. Es folgte eine Besetzung im Kurzfilm Dárecek. In Heimat, süße Heimat war sie in einer Nebenrolle zu sehen.
Um die Jahrtausendwende sagte sie der Schauspielerei ab und arbeitet als Touristenführerin in Prag und Terezín. Skalská-Neuwirthová ist jüdischer Herkunft. Zu diesem Thema verfasste sie zwei Kinderbücher: 1995 Opuštěný palác a jiné židovské pohádky (zu Deutsch etwa Verlassene Paläste und andere jüdische Märchen) und 2003 Dobře ukryté poklady aneb Příběhy z Midraše (Gut versteckte Schätze und Geschichten aus dem Midrasch).

## Filmographie
- 1980: Kotva u prívozu
- 1984: Verschenktes Glück // Die Prinzessin mit der langen Nase (Tři veteráni) – Regie: Oldřich Lipský
- 1984: Dárecek
- 1985: Heimat, süße Heimat (Vesničko má středisková)
- 1991: Beschreibung eines Kampfes
- 1995: Golet v údolí
- 1998: Stín ve vetru

## Werke
- 1995: Opuštěný palác a jiné židovské pohádky
- 2003: Dobře ukryté poklady aneb Příběhy z Midraše